# Leucandra compacta
Leucandra compacta är en svampdjursart som först beskrevs av Carter 1886.  Leucandra compacta ingår i släktet Leucandra och familjen Grantiidae. Inga underarter finns listade i Catalogue of Life.